# Villa Cesarina
Villa Cesarina, già Villa Calegari, è una storica residenza di Valganna in Lombardia.

## Storia

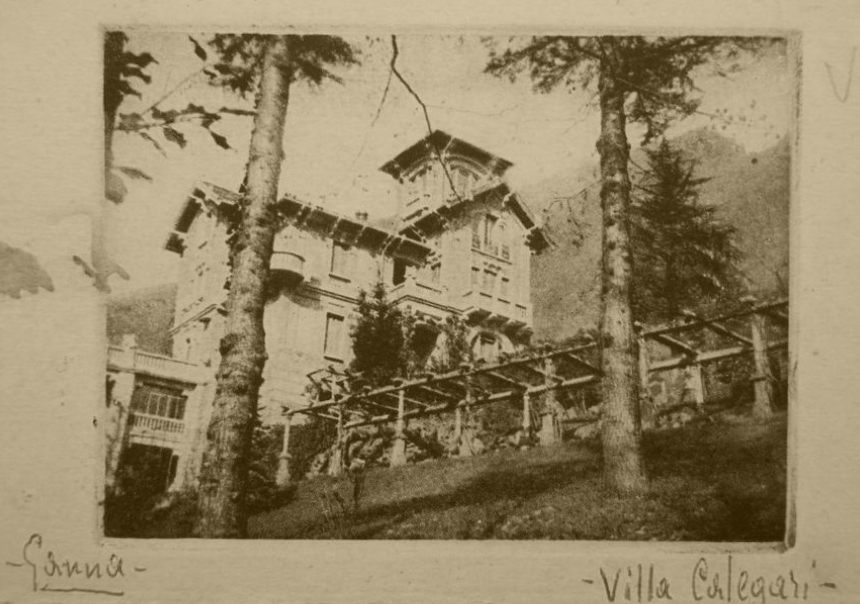
La villa in una fotografia d'epoca

La villa venne eretta nel 1906 fra il laghetto di Ghirla e il lago di Ganna secondo il progetto dell'ingegnere milanese Vittorio Verganti per volere dell'imprenditore milanese Teodoro Calegari, committente dell'edificio, In quegli anni la zona diventava uno dei luoghi preferiti dai villeggianti milanesi che nella stagione invernale avevano come luogo favorito per il pattinaggio i due piccoli laghi e d'estate di dedicavano al gioco del golf e del tennis. Nei pressi del lago sorsero perciò ville e case per vacanza che richiamavano, per elementi architettonici e decorativi, lo stile Liberty che si stava velocemente diffondendo in quegli anni.
Il progettista, laureatosi al Regio Istituto Tecnico Superiore (poi Politecnico di Milano), collaborò tra le altre proprio alla realizzazione dell'odierna sede dell'ateneo, ultimata nel 1927 nell’area delle Cascine Doppie.

## Descrizione
La villa sorge in posizione dominante sui pendii della Valganna godendo della vista sul lago di Ganna, a pochi chilometri dal confine con la Svizzera.
La villa è inserita in un vasto giardino, solo parzialmente strutturato con piscina e déhors; la restante porzione dell’appezzamento è costituita da un terreno boschivo in pendio, su cui crescono spontaneamente faggi, castagni, frassini, tigli ed aceri. Queste piante resistenti ed ultradecennali ospitano un discreto numero di rapaci.

### Esterni
La villa presenta uno stile Liberty, diventato particolarmente popolare in Italia in seguito all'Esposizione internazionale d'arte decorativa moderna di Torino (1902) e all'Esposizione internazionale di Milano (1906), entrambe fonte d'ispirazione per il progetto del Verganti. 
L’edificio di pianta rettangolare si sviluppa su tre livelli, culminanti in una suggestiva torretta belvedere caratterizzata sui quattro lati da ampie vetrate di forma ellittica in stile Tiffany. 
La villa, che ha mantenuto pressoché intatta la propria struttura architettonica originaria, è caratterizzata dalla presenza in facciata di aperture ellittiche aperte verso valle. Le aperture sono profilate da un disegno ornamentale vegetale dalle geometrie sinuose, tratto tipico dell'estetica liberty. Lo stesso motivo, declinato nella forma di pigna, è ulteriormente presente nelle cimase che evidenziano le finestre.
Di pregio architettonico sono altresì i decori che caratterizzano i muri perimetrali e gli attacchi dei mensoloni di sostegno dei balconi e delle travi del tetto.
La facciata è impreziosita dall’accostamento di diversi materiali, tra cui spicca il bugnato rustico in granofiro di Cuasso al Monte; l'intonaco esterno, inoltre, è dipinto con elementi naturistici che conferiscono uniformità allo stile dell’edificio.

### Interni
Gli interni hanno mantenuto molti degli elementi decorativi originali, tra cui proprio i camini, che riscaldano le stanze del pian terreno e dei saloni del primo piano. Successivi all’edificazione, invece, sono i radiatori artistici; questi ultimi, realizzati in ghisa, sono presenti in tutte le stanze e mantengono l’uniformità stilistica dell’ambiente grazie a decori in stile liberty.
Al piano terra si trova uno spazioso salone denominato "la stanza del piano", dove il protagonista dell’arredo è appunto uno storico pianoforte a coda. Il soffitto della grande sala è completamente affrescato e riproduce un motivo geometrico dai colori tenui che spaziano dal panna al verde salvia.
Al primo piano si trovano una biblioteca e due ampi saloni comunicanti. In uno di questi, denominato "la sala del camino", oltre agli splendidi soffitti affrescati con motivi geometrici e floreali, spicca un imponente camino da parete. Quest’ultimo è realizzato in pietra finemente decorata, con canna fumaria intonacata ed affrescata con uno stemma nobiliare leonino.
Al secondo e terzo piano trovano infine spazio le eleganti stanze da letto dotate di bagno privato che accoglievano la famiglia Calegari durante i periodi di villeggiatura.